# Tambor de Oro
El Tambor de Oro es el máximo galardón que la ciudad de San Sebastián (España) otorga cada 20 de enero, festividad de San Sebastián, en un acto que tiene lugar durante la Tamborrada infantil en el Ayuntamiento, a una persona, física o jurídica, por su promoción de la imagen de la ciudad y sus méritos profesionales.

## Historia
El galardón fue creado en 1967. En un primer momento la normativa sobre la concesión del premio sólo permitía que fuera otorgado a personalidades que no hubieran nacido en San Sebastián. La normativa cambió en 1986 para permitir que el galardón también pudiera recaer en los nacidos en la ciudad. De hecho, 2 años después, se premió al primer donostiarra, el periodista Iñaki Gabilondo. En abril de 1999 otro cambio de normativa indicó de forma explícita que los premiados no podían residir en el término municipal, pero a mediados de 2004 se volvió a cambiar la normativa para poder conceder el premio a residentes en la ciudad.

### Lista de premiados
| Año  | Galardonado                                                               | Méritos |  |
| ---- | ------------------------------------------------------------------------- | --- |  |
| 1967 | Manuel Bastos Miguel de Echarri Guy Petit Guillermo Cebrián               | Afamado y prestigioso médico aragonés; conocido como uno de los veraneantes más fieles Director del Festival de Cine de San Sebastián, Alcalde de la ciudad vascofrancesa de Bayona Cónsul de España en Hendaya |  |
| 1968 | Miguel Ángel García Luis Martín Pinillos Juan Ignacio Luca de Tena        | Persona que gestionó la iluminación de la Bahía de la Concha Comandante de la Marina Autor teatral |  |
| 1969 | Víctor Ruiz Iriarte Ian Latto                                             | Dramaturgo Director de compañía aérea |  |
| 1970 | Castro Pires de Lumi Manuel Rózpide                                       | Periodista portugués Presidente de la Federación Española de Pelota |  |
| 1971 | Luis Pérez-Solero José Alvárez de las Asturias                            | Periodista. Publicitario Personalidad vinculada al Hipódromo de San Sebastián |  |
| 1972 | Josefina Carabias Alfonso Sánchez                                         | Periodista Periodista y crítico de cine |  |
| 1973 | Mariano Fernández Zúmel Mariano Horno                                     | Médico y cirujano Alcalde de Zaragoza |  |
| 1974 | Rafael Frühbeck de Burgos Luis Estévez                                    | Director de orquesta Presidente de la Federación Española de Ciclismo. |  |
| 1975 | Marcelino Oreja Enrique Aldamir                                           | Político y diplomático Director general de carreteras, por su gestión en la construcción de la Variante de San Sebastián. |  |
| 1976 | José Manuel Goyeneche Rafael Cavero                                       | Presidente de la Sociedad de la Cría Caballar Presidente de la Federación de Atletismo |  |
| 1977 | Mariano Calabuig Pau Barrier Vicente Echegaray                            | Administrador de aduanas Director del casino de Biarritz Residente en México |  |
| 1978 | Luis Coronel de Palma Benito Castejón                                     | Embajador de España en México Presidente del Consejo Superior de Deportes |  |
| 1979 | Carmen Usobiaga Julio Caro Baroja Paul Duturnier                          | Encargada de traer estudiantes de California Escritor, ensayista y antropólogo. Alcalde de Sara |  |
| 1980 | Armin Klein Jesús Lopategi la ciudad de Tarbes                            | Por su labor en las relaciones con la ciudad hermanada de Wiesbaden Emigrante en EE. UU. Por su esfuerzo tras el accidente de un autobús donostiarra. |  |
| 1981 | Federación Inglesa de Atletismo Xavier Domingo                            | * Como reconocimiento por la participación de destacados atletas británicos en el Cross Internacional de San Sebastián Periodista |  |
| 1982 | Mario Igual Pello Aramburu                                                | Pirotécnico Fundador de la Euskal Etxea de Madrid. |  |
| 1983 | Giorgio Tononi Oriol Bohigas                                              | Alcalde de Trento, ciudad hermanada con San Sebastián Arquitecto |  |
| 1984 | Desierto                                                                  | |  |
| 1985 | Alfredo Landa                                                             | Actor |  |
| 1986 | Robert Laxalt                                                             | Escritor vasco-estadounidense. |  |
| 1987 | Pilar Miró Beltrán Alfonso Osorio y Díez de Rivera                        | Por su papel decisivo como directora general de Cinematografía en la recuperación de la categoría A de la FIAPF del Festival de Cine de San Sebastián Duque de Alburquerque. Jefe de la Casa de los Condes de Barcelona. |  |
| 1988 | Iñaki Gabilondo                                                           | Periodista. |  |
| 1989 | Gabriel Celaya                                                            | Poeta. |  |
| 1990 | Emil Zatopek Francisco Ramos                                              | Atleta Restaurador sevillano, por ser embajador de San Sebastián en su ciudad y en toda Andalucía. |  |
| 1991 | Antton Lafont Marino Lejarreta                                            | ¿? Ciclista. |  |
| 1992 | Luis Irizar                                                               | Cocinero y maestro de cocineros. |  |
| 1993 | José María Odriozola Sociedad Tour de Francia                             | Presidente de la Federación Española de Atletismo Sociedad organizadora del Tour de Francia. Por haber concedido la salida de la edición de 1992 a la ciudad. |  |
| 1994 | Xabier Oliber Miguel Atutxa                                               | Empresario hotelero, dueño de la cadena Aranzazu. Por haber inaugurado el emblemático Hotel Costa Vasca en 1979, la difícil época de la transición, y apostar después por el Aránzazu. |  |
| 1995 | Justo Segura Carmelo Urza                                                 | * Sacerdote y misionero guipuzcoano en Japón. Por su labor en el establecimiento del hermanamiento entre San Sebastián y la ciudad japonesa de Marugame. * Profesor universitario vizcaíno (de Erandio). Profesor de filología hispánica en la Universidad de Reno (Nevada) y coordinador de programa de estudios en el extranjeros. Por su contribución al hermanamiento entre Reno y San Sebastián. |  |
| 1996 | Antonio Mercero Fernando Argenta Araceli González Campa                   | |  |
| 1997 | Alfredo Di Stéfano Felipe E. Muguruza                                     | |  |
| 1998 | Elías Querejeta Javier Gil de Biedma                                      | |  |
| 1999 | Ainhoa Arteta                                                             | |  |
| 2000 | José María Olazábal                                                       | |  |
| 2001 | Diego Galán                                                               | |  |
| 2002 | Ricardo Echepare                                                          | Director de los cursos de verano de la Universidad del País Vasco (UPV) desde 1984, que se celebran en San Sebastián y de la Escuela de Ingeniería Técnica Industrial de San Sebastián. Es de Irún. |  |
| 2003 | Desierto                                                                  | |  |
| 2004 | Chillida Leku                                                             | Museo al aire libre situado en Hernani, a solo 10 km de San Sebastián que recoge la obra del escultor donostiarra Eduardo Chillida. Desde su inauguración en 2000 se ha convertido en uno de los elementos culturales y turísticos más relevante del entorno de San Sebastián convertido en un poderoso factor de atracción y de transcendencia internacional. El museo cerraría sus puertas en 2011 por decisión de la familia Chillida ante la bajada en la afluencia de visitantes.                                                                                      |  |
| 2005 | Martín Berasategui                                                        | Cocinero guipuzcoano |  |
| 2006 | Iñigo Argomaniz                                                           | Promotor musical donostiarra. Su compañía Get In ha sido responsable de la organización de más de 600 conciertos desde 1991. Trajo a San Sebastián a artistas como U2, Pink Floyd, Bob Dylan, Iron Maiden, Estopa, Bon Jovi, Lou Reed, Woody Allen o Julio Iglesias y se ha destacado en el apoyo y promoción de artistas como mánager de La Oreja de Van Gogh, Mikel Erentxun, Álex Ubago, Barricada o Coti. Le es concedido el Tambor por su labor a la hora de contratar conciertos de relevancia para la ciudad con la atracción turística y cultural que éstos generan |  |
| 2007 | Pedro Abrego                                                              | Restaurador navarro (de Lerín) afincado en Madrid. Dueño del Asador Donostiarra y del Txistu, afamados restaurantes vascos de Madrid; "por su especial vinculación con la ciudad a través de sus restaurantes, sus años cerca de la Real Sociedad o del Orfeón Donostiarra, su culto y dedicación a la cocina vasca". |  |
| 2008 | Cristina Garmendia                                                        | Bióloga donostiarra afincada en Madrid. Presidenta de Genetrix y de la Fundación Inbiomed, "por su labor de difusión y promoción de San Sebastián como ciudad innovadora y científica y su contribución a impulsar de la nada, contra viento y marea, la conversión de Donostia en un Biopolo" La bióloga sería elegida unos meses más tarde Ministra de Ciencia e Innovación en el segundo gabinete de José Luis Rodríguez Zapatero. |  |
| 2009 | Iñigo Olaizola                                                            | Promotor de la Donosti Cup. Torneo anual de fútbol base que reúne más de 200 equipos de todo el mundo. |  |
| 2010 | La Oreja de Van Gogh                                                      | Grupo de pop donostiarra, se le premia por nombrar en más de una ocasión a la ciudad y sus festividades en la letra de sus canciones (Como en 20 de enero, la importante festividad en San Sebastián, en Inmortal se nombra a Santa Clara, en La chica del gorro azul se nombra el monte Urgull, etc.), dando a conocer su ciudad al mundo por medio de sus canciones. |  |
| 2011 | Xabi Alonso                                                               | Futbolista formado en el Antiguoko donostiarra. Campeón del Mundo en 2010 con la Selección Española. |  |
| 2012 | Al CD Fortuna KE por la organización de la carrera Behobia-San Sebastián  | Carrera popular, organizada por el CD Fortuna, que discurre entre el barrio de Behobia en Irún y San Sebastián, suelen participar varias decenas de miles de personas. www.behobia-sansebastian.com |  |
| 2013 | Clásica de San Sebastián                                                  | Carrera ciclista disputada en el mes de agosto cuyo recorrido comienza y termina en la ciudad. Formó parte de la Copa del Mundo de Ciclismo desde su creación en 1989 hasta la edición de 2004. Actualmente es la única prueba de un día del estado incluida en el UCI WorldTour (anteriormente UCI ProTour). |  |
| 2014 | Joaquín Fuentes                                                           | Psiquiatra infantil. Vicepresidente de la Asociación Mundial de Psiquiatría Infantil y reputado especialista en autismo. Es actualmente jefe del servicio de Psiquiatría Infantojuvenil de Policlínica Guipúzcoa y ha contribuido en las tres últimas décadas al desarrollo de Gautena (Asociación Guipuzcoana de Autismo). Obtuvo el premio por proyectar el buen nombre de la ciudad en el ámbito científico y médico, y por su papel clave en traer a San Sebastián el Congreso Internacional sobre el Autismo-International Meeting for Autism Research (IMFAR).        |  |
| 2015 | Pedro Subijana                                                            | Cocinero del restaurante Akelarre y presidente de Eurotoques. |  |
| 2016 | Cristina Iglesias                                                         | Escultora y grabadora. |  |
| 2017 | Desierto                                                                  | |  |
| 2018 | Richard Oribe                                                             | Nadador paralímpico. Elegido mediante votación popular. |  |
| 2019 | Rosa García                                                               | Activista contra los desahucios. Elegida mediante votación popular. |  |
| 2020 | Equipos femeninos de fútbol y hockey hierba de la Real Sociedad de Fútbol | Equipo ganador de la Copa de la Reina de Fútbol 2018-19 y equipo subcampeón de la Euroliga Femenina de Hockey Hierba respectivamente. |  |
| 2021 | Suspendido                                                                | |  |
| 2022 | Esther Ferrer                                                             | Artista. |  |
| 2023 | Javier García Cogorro                                                     | CEO de la multinacional Viralgen. |  |

## Polémicas
La concesión del Tambor de Oro ha sido motivo de innumerables polémicas a lo largo de su historia.
Hasta la fecha el premio ha quedado desierto en tres ocasiones. En 1984 el pleno rechazó que la distinción fuera a parar a los Duques de Alba. En 2003 el alcalde retiró la candidatura de La Oreja de Van Gogh por carecer de apoyos en la oposición, que consideraba que el reglamento vigente entonces se vulneraba por residir el grupo en la ciudad (el alcalde afirmaba que el grupo tenía personalidad jurídica y su sede social no estaba en San Sebastián). Se propuso como segunda opción el museo Chillida-Leku, pero no prosperó, aunque fue el galardonado al año siguiente. La Oreja de Van Gogh fue nuevamente propuesta para 2010, año en el que sí obtuvo el premio, ya con nueva normativa al respecto.  Sin embargo, en esta ocasión la polémica fue distinta. La primera vocalista del grupo, Amaia Montero había abandonado el grupo a finales de 2007 y no acudió a la entrega del galardón. Los componentes del grupo dijeron que no podía acudir al acto. Días después del acto, sin embargo, la cantante hizo unas declaraciones públicas indicando que nadie, ni desde el grupo ni desde el ayuntamiento le había invitado al acto y que estaba molesta por este hecho.
En 1987 uno de los galardonados fue la directora de cine Pilar Miró, en aquel momento directora de RTVE. Era tradición que los receptores del Tambor de Oro cenasen junto a las autoridades la noche del 19 en Gaztelubide. Pero en esa sociedad gastronómica no se permite la entrada de mujeres a tal hora. La polémica estaba servida y fue el germen para que las máximas autoridades dejasen de acudir a una cena aparentemente oficial como la de Gaztelubide, pero que estaba regida por las normas de una sociedad privada. Aquel año aún cenaron por un lado los representantes institucionales en Gaztelubide (lehendakari, diputado general y alcalde), junto a uno de los galardonados; mientras que Pilar Miró cenó en el restaurante Arzak junto a la teniente de alcalde Pilar Larraina, la esposa del alcalde, Diego Galán (director del Festival Internacional de Cine de San Sebastián) y el entonces concejal Odón Elorza.
Algunos galardones, que en su momento no fueron objeto de discusión ni de polémica, han sido discutidos de una forma u otra por la posterior carrera de los galardonados. El caso más significativo es el del periodista y crítico gastronómico Xavier Domingo, que fue galardonado en 1981. Dos años, más tarde, el pleno del ayuntamiento decidió quitarle el galardón a raíz de cierto artículo polémico referido al País Vasco que sentó muy mal entre los partidos nacionalistas vascos
En 2004 el galardonado fue el Museo Chillida Leku de Hernani, de gran proyección en aquel momento. Sin embargo, solo 7 años más tarde, el 1 de enero de 2011, el museo echó el cierre acuciado por problemas económicos y tras no llegar a un acuerdo con las instituciones públicas.
A otro nivel la elección de Cristina Garmendia como Tambor de Oro en 2008 no suscitó rechazo, ya que sus méritos para recibir el galardón estaban fundamentados y se trataba de un personaje políticamente independiente; pero el hecho de que pocos meses después se incorporara al gabinete socialista de José Luis Rodríguez Zapatero generó cierta suspicacia; ya que su candidatura había sido propuesta y avalada precisamente por el alcalde socialista de San Sebastián, Odón Elorza.
En 2017 la polémica vuelve a salpicar a la concesión del Tambor de Oro de la Ciudad. La periodista Angels Barceló era la elegida por la oficina de Donostia Turismo. Dicha candidatura tenía que ser aprobada en el pleno extraordinario del ayuntamiento de San Sebastián y todos los partidos políticos se abstuvieron de votar. La candidata no obtuvo ningún apoyo por lo que el premio, quedó desierto.

### Lista completa de galardonados
- Tambor de Oro San Sebastián Donostia (donostiasansebastian.com)
- Más de 40 años de Tambores de Oro (diariovasco.com)

### Reglamento
- Reglamento de honores y distinciones (Ayuntamiento de San Sebastián)

- Datos: Q11704220